# Waterattractie

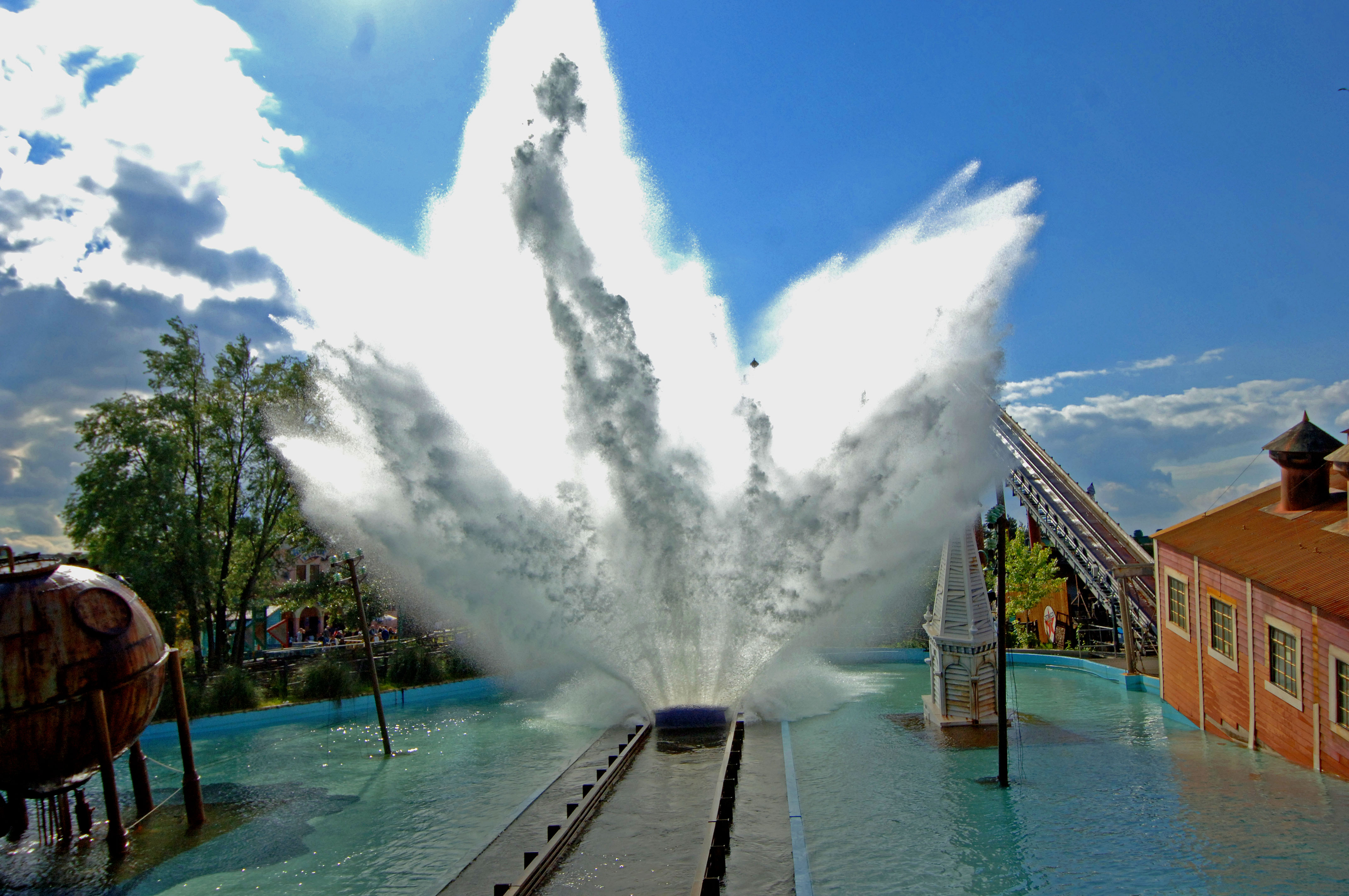
Een Shoot-the-Chute in Thorpe Park

Een waterattractie is een verzamelnaam voor alle attractietypes waarin water een grote rol speelt.

## Voorbeelden
De volgende attractietypes vallen onder de term waterattractie:
- Boomstamattractie
- Botsboten
- Dark water ride
- Hara Kiri Raft Slide
- Rapid river
- Rondvaart
- Shoot-the-Chute
- Spinning Rapids Ride
- Splash battle
- Tow boat ride
- Waterachtbaan
- Waterballen
- Waterglijbaan